# DNA (canção de Wanessa Camargo)
DNA é uma canção da cantora pop brasileira Wanessa Camargo, lançada como segundo single de seu sétimo álbum de mesmo nome, em 24 de outubro de 2011. A canção foi lançada em uma apresentação ao programa "Canja", da Web TV iG. No iTunes foram divulgados três remixes oficiais pelos DJs Ramilson Maia e Mister Jam.

## Recepção da crítica
A música recebeu crítica positiva. Mauro Ferreira, do jornal O Dia declarou que a canção era o maior hit em potencial do álbum e, segundo ele, diferente do primeiro single "Sticky Dough", classificando a faixa-título como a mais sedutora do trabalho. A revista Rolling Stone Brasil destacou "DNA" junto com outras quatro canções como as melhores do disco. Após seu lançamento foi escolhido como hit da semana pelo site Ômega Hitz que elogiou a faixa.

## Apresentações
Wanessa apresentou a canção ao vivo no programa brasileiro "Canja" da TV iG e no programa especial Show da Virada da Rede Globo, já na madrugada do dia 1 de janeiro de 2012.

## Lista de faixas
Download digital
1. "DNA" – 3:44
2. "DNA" – (Ao Vivo) 5:23

EP digital
1. "DNA" (Ramilson Maia Remix Edit) – 3:48
2. "DNA" (Ramilson Maia Remix Long Version) - 5:54
3. "DNA" (Mr. Jam Remix) - 7:08